# Dryopteris labordei
Dryopteris labordei är en träjonväxtart som först beskrevs av Christ, och fick sitt nu gällande namn av Carl Frederik Albert Christensen. Dryopteris labordei ingår i släktet Dryopteris och familjen Dryopteridaceae. Inga underarter finns listade.